# Sisyrnodytes nilicola
Sisyrnodytes nilicola är en tvåvingeart som först beskrevs av Camillo Rondani 1850.  Sisyrnodytes nilicola ingår i släktet Sisyrnodytes och familjen rovflugor. Inga underarter finns listade i Catalogue of Life.